# Xã Marissa, Quận St. Clair, Illinois
Xã Marissa (tiếng Anh: Marissa Township) là một xã thuộc quận St. Clair, tiểu bang Illinois, Hoa Kỳ. Năm 2010, dân số của xã này là 2.468 người.